# Bei Yan
Bei Yan (? - août 238) est général en chef sous Gongsun Yuan. Lorsque Gongsun Yuan se rebelle contre les Wei, il obtient la charge de 40 000 troupes et avec Yang Zuo, monte un camp bien fortifié à Liaosui. Quand les forces ennemies de Sima Yi se dirigent plutôt vers Xiangping, Bei Yan quitte le camp et les poursuit. Après avoir été pris dans une embuscade, il retourne au combat et défie Xiahou Ba en duel mais est facilement battu et trouve la mort.